# Sautrantika
Sautrāntika era una escuela budista temprana que descendía de la Sthavira nikāya a través de Sarvāstivāda. Si bien se identificaron como una tendencia doctrinal única, formaron parte de la ordenación monástica Sarvāstivāda.
Su nombre significa literalmente "aquellos que dependen en los sutras", que indicaba, según el comentarista Yasomitra, que sostienen los sutras, pero no los comentarios (sastras) de Abhidharma, como autoridad. Las ideas de este grupo aparecen por primera vez en el Abhidharmakośa-bhāṣya de Vasubandhu.
El nombre Sautrāntika indica que, a diferencia de otros Sthaviras del norte de la India, esta escuela consideraba que los sutras budistas eran fundamentales, más allá de las ideas presentadas en la literatura de Abhidharma. El erudito Sarvastivada Samghabhadra, en su Nyayanusara, ataca una escuela de pensamiento llamada Sautrāntika, que él asocia con los eruditos Śrīlāta y su alumno Vasubandhu. Según Samghabhadra, un principio central de esta escuela era que todo los sutras tiene un significado explícito (nitartha). Los Sarvāstivādins a veces se referían a Sautrāntika como Dārṣṭāntika, que significa "aquellos que utilizan el método de los ejemplos".

## Historia
La fundación de la escuela Sautrāntika se atribuye al anciano Kumaralata (c. siglo I), autor de una "colección de drstanta" (drstantapankti) llamada Kalpanamanditika. Los Sautrāntika a veces también se llamaban "discípulos de Kumaralata". Según fuentes chinas, Harivarman (250-350 dC) fue un estudiante de Kumaralata que se desilusionó con el abhidharma budista y luego escribió el Tattvasiddhi-Śāstra para "eliminar la confusión y abandonar los desarrollos posteriores, con la esperanza de volver al origen." El Tattvasiddhi se tradujo al chino y se convirtió en un texto importante en el budismo chino hasta la dinastía Tang.
Otras obras de autores afiliados a Sautrāntika incluyen el Abhidharmamrtara-sasastra atribuido a Ghosaka, y el Abhidharmavatara-sastra atribuido a Skandhila. El anciano Śrīlāta, que fue el maestro de Vasubandhu, también es conocido como un famoso Sautrāntika que escribió el Sautrantika-Vibhasa.
El filósofo budista Vasubandhu escribió el famoso trabajo de abhidharma llamado Abhidharmakośa-kārikā que presenta el sistema abhidharma de Sarvastivada-Vaibhāṣika, también escribió un "bhasya" o comentario sobre este, que presenta críticas de la tradición Vaibhāṣika desde una perspectiva Sautrāntika. El Abhidharmakośa fue muy influyente y es el texto principal sobre abhidharma utilizado en el budismo tibetano y chino hasta hoy.

## Doctrina
No se ha encontrado ningún vinaya (código monástico) específico para el Sautrāntika, ni se evidencia ningún código disciplinario separado en otros textos; esto indica que probablemente eran solo una división doctrinal dentro de la escuela Sarvāstivāda.
Sautrāntika criticó a Sarvāstivāda en varios asuntos como ontología, filosofía de la mente y percepción. Mientras que el abhidharma Sarvāstivāda describía un sistema complejo que sostenía que todos los fenómenos pasados, presentes y futuros tenían alguna forma de existencia (eternalismo), Sautrāntika se suscribió a una doctrina del "momento extremo" que sostenía que solo existía el momento presente (una forma de presentismo). Parece que consideraron la posición Sarvāstivāda como una violación del principio budista básico de la impermanencia. Como lo explica Jan Westerhoff, esta doctrina del momento sostiene que cada momento presente "no posee densidad temporal; inmediatamente después de existir, cada momento pasa de existir" y que, por lo tanto, "todos los dharmas, ya sean mentales o materiales, solo duran un instante (ksana) y cesan inmediatamente después de surgir ".
Las doctrinas de Sautrāntika expuestas por el maestro Śrīlāta y criticadas por Samghabhadra incluyen:
- La teoría de anudhatu (o *purvanudhatu, "elemento subsidiario"), que también está asociada con la teoría de las semillas (bīja) expuesta por Vasubandhu.[14] Esta teoría fue utilizada para explicar el karma y el renacimiento.

- La doctrina de que los caitasikas (factores mentales) no son más que modos de citta (mente) y no son dharmas elementales separados que se unen en "asociación" (samprayoga) como creían los Vaibhāṣikas. Este punto de vista también aparece en el Tattvasiddhi de Harivarman.[15]

- La doctrina de que los elementos de los sentidos (dhatu) por sí solos son reales, no los agregados (skandha) o las esferas de los sentidos (ayatana).

- Un proceso de percepción (pratyaksha) que difería del realismo directo del Vaibhāṣika, y en cambio proponía una forma de representacionismo indirecto.[16]

Según Vasubandhu, Sautrāntika también sostenía la opinión de que puede haber muchos Budas simultáneamente, también conocido como la doctrina de los Budas contemporáneos.